# 25958 Battams
25958 Battams è un asteroide della fascia principale. Scoperto nel 2001, presenta un'orbita caratterizzata da un semiasse maggiore pari a 2,4144034 au e da un'eccentricità di 0,1443971, inclinata di 0,81334° rispetto all'eclittica.